# 제이 실버힐스
제이 실버힐스(Jay Silverheels, 1912년 5월 26일 ~ 1980년 3월 5일)는 캐나다의 배우, 영화배우, 텔레비전 배우이다.

## 방송
- 론 레인저

## 영화
- 원 리틀 인디언 (1973년)
- 론 레인저와 잃어버린 황금의 도시 (1958년)
- 론 레인저 (1956년)
- 디즈니랜드 (1954년)
- 마스터슨 오브 캔사스 (1954년)
- 론 레인저의 전설 (1952년)
- 패스파인더 (1952년)
- 부러진 화살 (1950년)
- 론 레인저 - 49년 시리즈 (1949년)
- 샌드 (1949년)
- 황색 하늘 (1948년)
- 노스웨스트 아웃포스트 (1947년)
- 페드로 선장의 모험 (1947년)
- 팬텀 (1943년)
- 투 매니 걸즈 (1940년)
- 시 호크 (1940년)